# Cyrtopholis femoralis
Cyrtopholis femoralis är en spindelart som beskrevs av Pocock 1903. Cyrtopholis femoralis ingår i släktet Cyrtopholis och familjen fågelspindlar.
Artens utbredningsområde är Montserrat. Inga underarter finns listade i Catalogue of Life.